# Świętoszówka

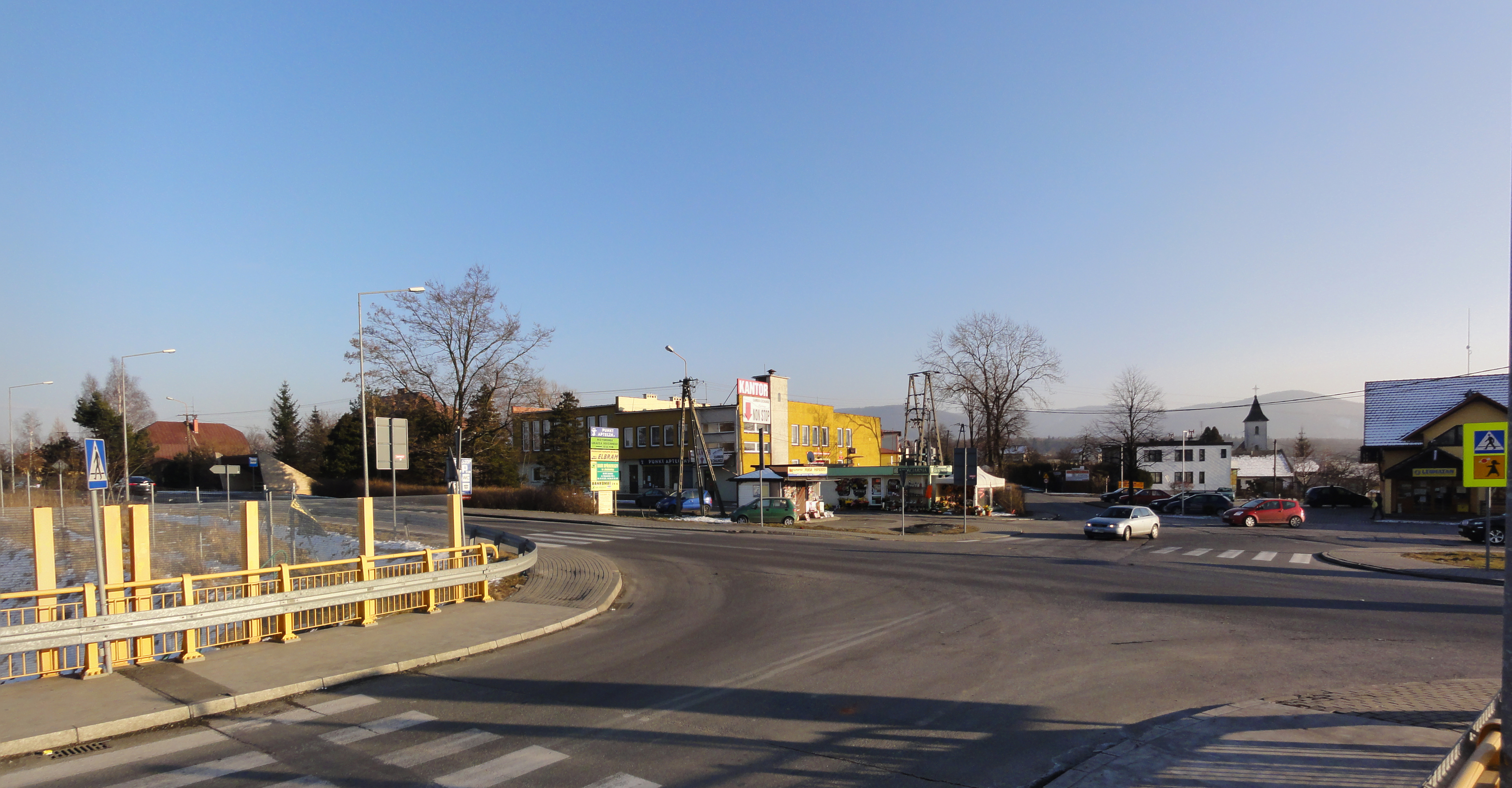
Ortsmitte

Świętoszówka (früher auch Świętoszówki; deutsch Swientoschuwka; tschechisch Svatošovka) ist eine Ortschaft mit einem Schulzenamt der Gemeinde Jasienica im Powiat Bielski der Woiwodschaft Schlesien, Polen.

## Geographie
Świętoszówka liegt im Schlesischen Vorgebirge (Pogórze Śląskie) etwa 8 km westlich von Bielsko-Biała und 55 km südlich von Katowice im Powiat (Kreis) Bielsko-Biała.
Das Dorf hat eine Fläche von 150,6 ha.
Nachbarorte sind Łazy im Norden, Jasienica im Osten, Biery im Südosten, Grodziec im Westen und Süden.

## Geschichte
Świętoszówka ist vielleicht eines der ältesten Dörfer im Olsagebiet (auch Teschener Schlesien, polnisch Śląsk Cieszyński). Der Ort wurde wahrscheinlich am 23. Mai 1223 in einer Urkunde des Breslauer Bischofs Lorenz erstmals urkundlich als Suenschi(e)zi erwähnt, als Dorf, das den Zehnten der Prämonstratenserinnen in Rybnik bezahlen sollte. Es weckt aber Zweifel, dass die nächste Erwähnung (na (…) Swiendossowkach) erst im Jahre 1561 erschien. Der Name ist abgeleitet vom Vornamen des Urbesitzers Świętosz.
Politisch gehörte das Dorf ursprünglich in der Zeit des polnischen Partikularismus zum Herzogtum Oppeln-Ratibor (Teschener Kastellanei). Das Herzogtum wurde 1281 nach dem Tod von Wladislaus I. von Oppeln geteilt. Endgültig (1290) gehörte das Dorf zum Herzogtum Teschen. Seit 1327 bestand die Lehnsherrschaft des Königreichs Böhmen und seit 1526 gehörte es zur Habsburgermonarchie.
Nach der Aufhebung der Patrimonialherrschaften war es ab 1850 eine Gemeinde in Österreichisch-Schlesien, Bezirk Bielitz und Gerichtsbezirk Skotschau. In den Jahren 1880–1910 stieg die Einwohnerzahl der Gemeinde (mit Biery) von 511 im Jahr 1880 auf 750 im Jahr 1910 an, es waren überwiegend polnischsprachige (zwischen 97,6 % und 98,9 %) und deutschsprachige (16 oder 2,4 % im Jahre 1900). Im Jahre 1910 waren 88,5 % römisch-katholisch, 9,5 % evangelisch, 9 (0,5 %) Einwohner waren Juden und 4 waren ein anderer Glaube.
1920, nach dem Zusammenbruch der k.u.k. Monarchie und dem Ende des Polnisch-Tschechoslowakischen Grenzkriegs, kam Świętoszówka zu Polen. Unterbrochen wurde dies nur durch die Besetzung Polens durch die Wehrmacht im Zweiten Weltkrieg.
Von 1975 bis 1998 gehörte Świętoszówka zur Woiwodschaft Bielsko-Biała.

## Religion
Die katholische Filialkirche gehört zur Pfarrei Grodziec, Dekanat Jasienica, Bistum Bielsko-Żywiec. Die evangelische Filialkirche gehört zur Pfarrei Jaworze, Diözese Cieszyn.

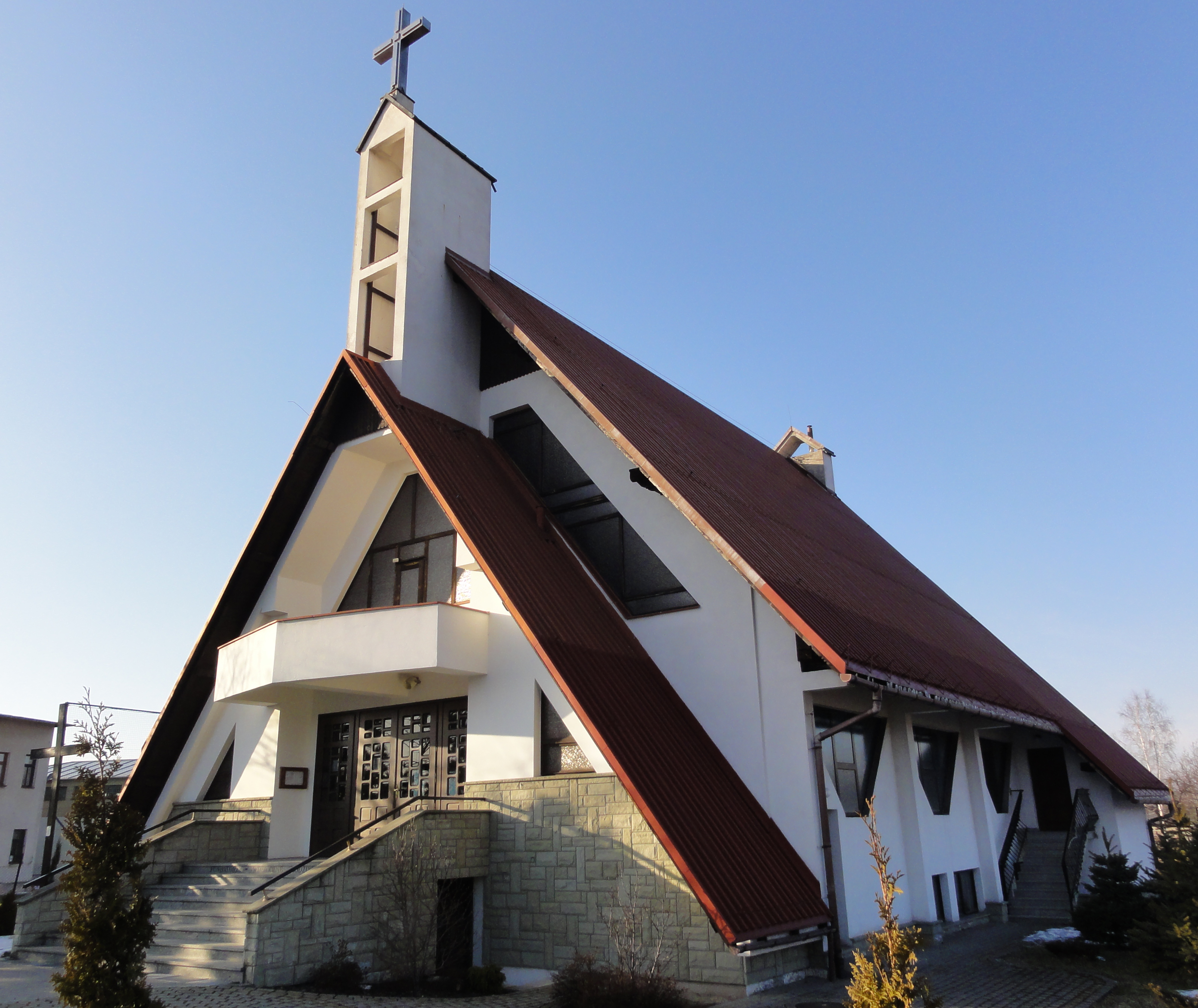
Katholische Filialkirche
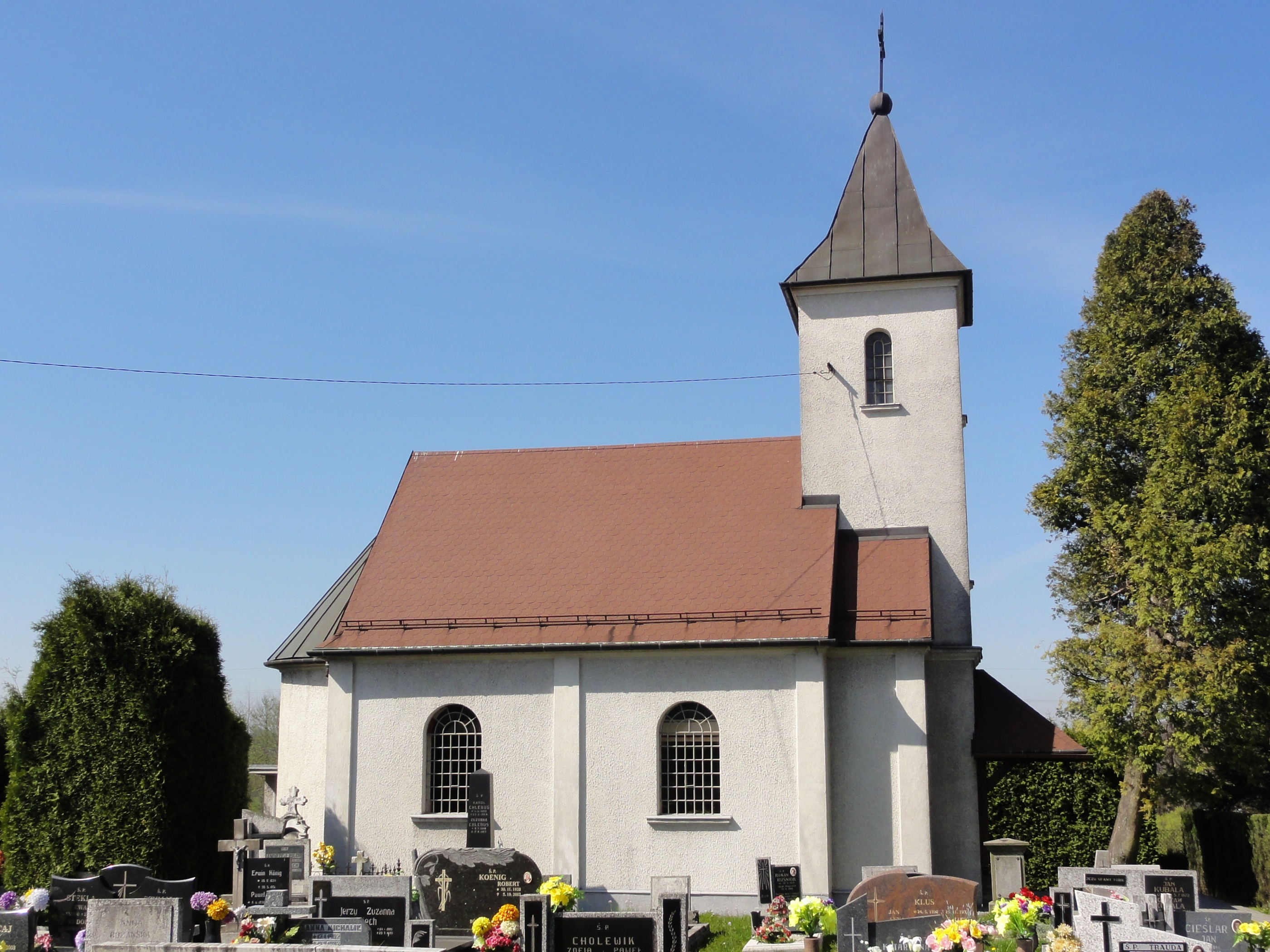
Evangelische Filialkirche

## Verweise